# Troféu Ramón de Carranza de 1969
O Troféu Ramón de Carranza de 1969 foi a décima quinta edição do torneio realizado anualmente na cidade de Cádis (Espanha). Nesta edição o Palmeiras ficou com o troféu.
É a primeira vez que um clube do Brasil é campeão da "taça das taças".

## Participantes
- Atlético Madrid
- Real Madrid
- Palmeiras
- Estudiantes

## Esquema
|  | Semifinais | Semifinais      | Semifinais |  |  | Final    | Final           | Final    |
|  |            |                 |            |  |  |          |                 |          |
|  |            | Real Madrid     | 3          |  |  |          |                 |          |
|  |            | Estudiantes     | 1          |  |  |          |                 |          |
|  |            |                 |            |  |  |          | Real Madrid     | 0        |
|  |            |                 |            |  |  |          | Palmeiras       | 2        |
|  |            | Atlético Madrid | 1 (1)      |  |  |          |                 |          |
|  |            | Palmeiras       | 1 (2)      |  |  | 3º lugar | 3º lugar        | 3º lugar |
|  |            |                 |            |  |  |          | Estudiantes     | 2        |
|  |            |                 |            |  |  |          | Atlético Madrid | 1        |

## Jogos
Semifinais
| 30 de agosto | Real Madrid                      | 3 – 1 | Estudiantes | Estádio Ramón de Carranza |
|              | Gento 5' (P) · Amancio 49' e 88' |       | Aguirre 74' |                           |

| 30 de agosto | Atlético Madrid | 1 – 1 | Palmeiras  | Estádio Ramón de Carranza |
|              | Gárate 50'      |       | Cardoso 8' |                           |

|                                     |       | Penalidades   |  |
| Luís Ufarte Irureta Salcedo Calleja | 1 – 2 | Cardoso César |  |

Decisão do 3º lugar
| 31 de agosto | Estudiantes      | 2 – 1 | Atlético Madrid | Estádio Ramón de Carranza |
|              | Flores 43' e 48' |       | Gárate 20'      |                           |

Final
| 31 de agosto | Real Madrid | 0 – 2 | Palmeiras              | Estádio Ramón de Carranza |
|              |             |       | Zé Carlos 10' · Dé 62' |                           |

Real Madrid: Betancort; Calpe, De Felipe e Sanchis; Pirri e Zoco; Fleitas (José Luis 46´), Amancio, Grosso, Velázquez (Planelles 72´) e Gento. Técnico: Miguel Muñoz
Palmeiras: Chicão; Zé Carlos, Eurico, Baldocchi e Dé; Jaime e Minuca; Copéu, Cardoso (César 72´), Ademir e Serginho (Dusú 82´). Técnico: Rubens Minelli

## Premiação
| Troféu Ramón de Carranza 1969 |
| Brasil                        |
| ----------------------------- |
| PALMEIRAS Campeão (1º título) |